# Zimmermannia hispanica
Zimmermannia hispanica is een vlinder uit de familie van de dwergmineermotten (Nepticulidae). De wetenschappelijke naam is voor het eerst voorgesteld door van Erik van Nieukerken in een publicatie uit 1985.
De soort komt voor in Frankrijk, Portugal en Spanje.